# Ibrahim Aquil
Ibrahim Aquil Kamal –en árabe, إبراهيم عقيل كمال– (Amán, 14 de abril de 1979) es un deportista jordano que compitió en taekwondo. Ganó una medalla de plata en los Juegos Asiáticos de 1998, y dos medallas de bronce en el Campeonato Asiático de Taekwondo en los años 1998 y 2004.

## Palmarés internacional
| Juegos Asiáticos    | Juegos Asiáticos             | Juegos Asiáticos  | Juegos Asiáticos |
| Año                 | Lugar                        | Medalla           | Categoría        |
| ------------------- | ---------------------------- | ----------------- | ---------------- |
| 1998                | Bangkok (Tailandia)          | Medalla de plata  | +83 kg           |
| Campeonato Asiático |                              |                   |                  |
| Año                 | Lugar                        | Medalla           | Categoría        |
| 1998                | Ciudad Ho Chi Minh (Vietnam) | Medalla de bronce | +83 kg           |
| 2004                | Seongnam (Corea del Sur)     | Medalla de bronce | +84 kg           |